# سانتونيا
بلدية سانتونيا (بالإسبانية: Santoña)‏، هي إحدى بلديات منطقة كانتابريا, المصنفة على أنها مقاطعة أيضاً، في شمال إسبانيا.
يبلغ عدد سكانها 11.593 نسمة وفقاً لإحصائية سنة (2002).

## توأمة
لسانتونيا اتفاقيات توأمة مع كل من:
- بالوس دي لا فرونتيرا
- Lons [الإنجليزية]‏
- إل بويرتو دي سانتا ماريا

## أعلام
- اوسمار باربا
- روبيرتو بلاتيرو
- توماس دي تيريزا
- ميغيل سولانو
- خوان دي لا كوسا